# Michael Faraday
Michael Faraday (IPA: /ˈfærədeɪ/; Southwark, 22 settembre 1791 – Hampton Court, 25 agosto 1867) è stato un fisico, chimico e divulgatore scientifico britannico.
Ha contribuito in maniera determinante allo studio dell'elettromagnetismo e dell'elettrochimica: tra le sue invenzioni, la gabbia di Faraday e il becco di Bunsen, mentre tra le sue scoperte si annoverano le leggi di Faraday dell'elettrochimica, l'elettrolisi, il diamagnetismo e l'effetto Faraday, ovvero l'induzione elettromagnetica. A titolo di onore, è stato dato il suo nome all'unità di misura della capacità, il farad, e al cratere Faraday sulla Luna.

## Biografia

### La giovinezza
Michael  Faraday nacque a Newington Butts, vicino all'odierna Elephant and Castle, nell'allora borgo londinese di Southwark. La sua famiglia era estremamente povera; suo padre, James Faraday, era un fabbro che soffrì di salute cagionevole per tutta la vita; nel corso del tempo abbracciarono le credenze religiose dei sandemaniani, una corrente del cristianesimo protestante: in effetti, Michael Faraday fu un fervente cristiano fino all'ultimo dei suoi giorni. Michael Faraday iniziò a lavorare a 13 anni come fattorino nella bottega di un libraio. A quattordici anni divenne apprendista rilegatore presso la stessa libreria locale e, durante i suoi sette anni di apprendistato, lesse molti libri, incluso The Improvement of the Mind di Isaac Watts, di cui applicò entusiasticamente i principi e i suggerimenti. Sviluppò un interesse per le scienze e specificamente per ciò che riguardava l'elettricità. In particolare, fu ispirato dal libro Conversations in Chemistry di Jane Marcet.
Da autodidatta studiò chimica fino a quando, grazie a eventi fortuiti, dal 1810 poté iniziare a frequentare lezioni regolari, negategli fino ad allora per il suo stato sociale, alla Royal Institution.

### La svolta scientifica

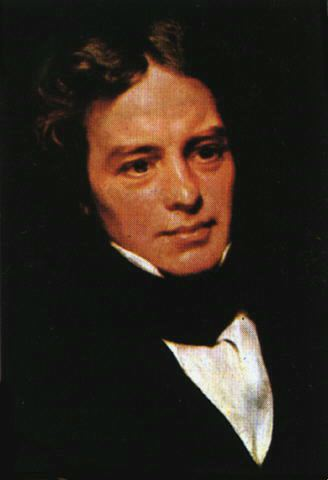
Michael Faraday, dettaglio di un ritratto di Thomas Phillips, 1841-1842.

All'età di vent'anni, nel 1812, Faraday iniziò, su consiglio di un cliente, a seguire le lezioni dell'eminente chimico e fisico britannico Humphry Davy, della Royal Institution e Royal Society, e di John Tatum, fondatore della City Philosophical Society.

Molti inviti per queste lezioni furono forniti a Faraday da William Dance (uno dei fondatori della Royal Philharmonic Society). In seguito Faraday inviò a Davy un libro di 300 pagine basato sulle annotazioni prese durante le lezioni. La reazione di Davy non si fece attendere: essendosi danneggiato la vista in un incidente con il tricloruro di azoto, ed evidentemente colpito dalla passione di Faraday, decise di prenderlo come suo assistente.
Quando poi John Payne, uno degli assistenti della Royal Institution, fu licenziato, al neo-nominato Sir Humphry Davy fu chiesto di trovare un sostituto. Egli nominò Faraday come assistente di chimica alla Royal Institution il 1º marzo 1813.

Nella società classista del Regno Unito dell'epoca, Faraday non era purtroppo considerato un gentleman. Quando Davy compì un lungo viaggio in Europa tra il 1813 e il 1815, il suo cameriere non volle andare. Faraday andò come assistente scientifico di Davy e gli fu chiesto di fungere da cameriere fino a che non si fosse trovato un rimpiazzo a Parigi. Dal momento che non si riuscì a trovare un sostituto, Faraday dovette svolgere per tutto il viaggio le mansioni di cameriere, più che di assistente.
La moglie di Davy, Jane Apreece, rifiutò di trattare Faraday come un parigrado e rese la condizione di Faraday così miserevole che egli considerò l'idea di tornare da solo nel Regno Unito e di rinunciare completamente alle scienze.
Il viaggio, tuttavia, gli diede accesso all'élite scientifica europea e a una serie di idee stimolanti.

Faraday pubblicò il suo primo articolo scientifico nel 1816 e nel 1823 diventò membro della Royal Society. Divenne direttore di laboratorio nel 1825 e nel 1833 fu nominato professore fulleriano a vita di chimica nell'istituto, senza l'obbligo di tenere lezioni.

## Successi scientifici

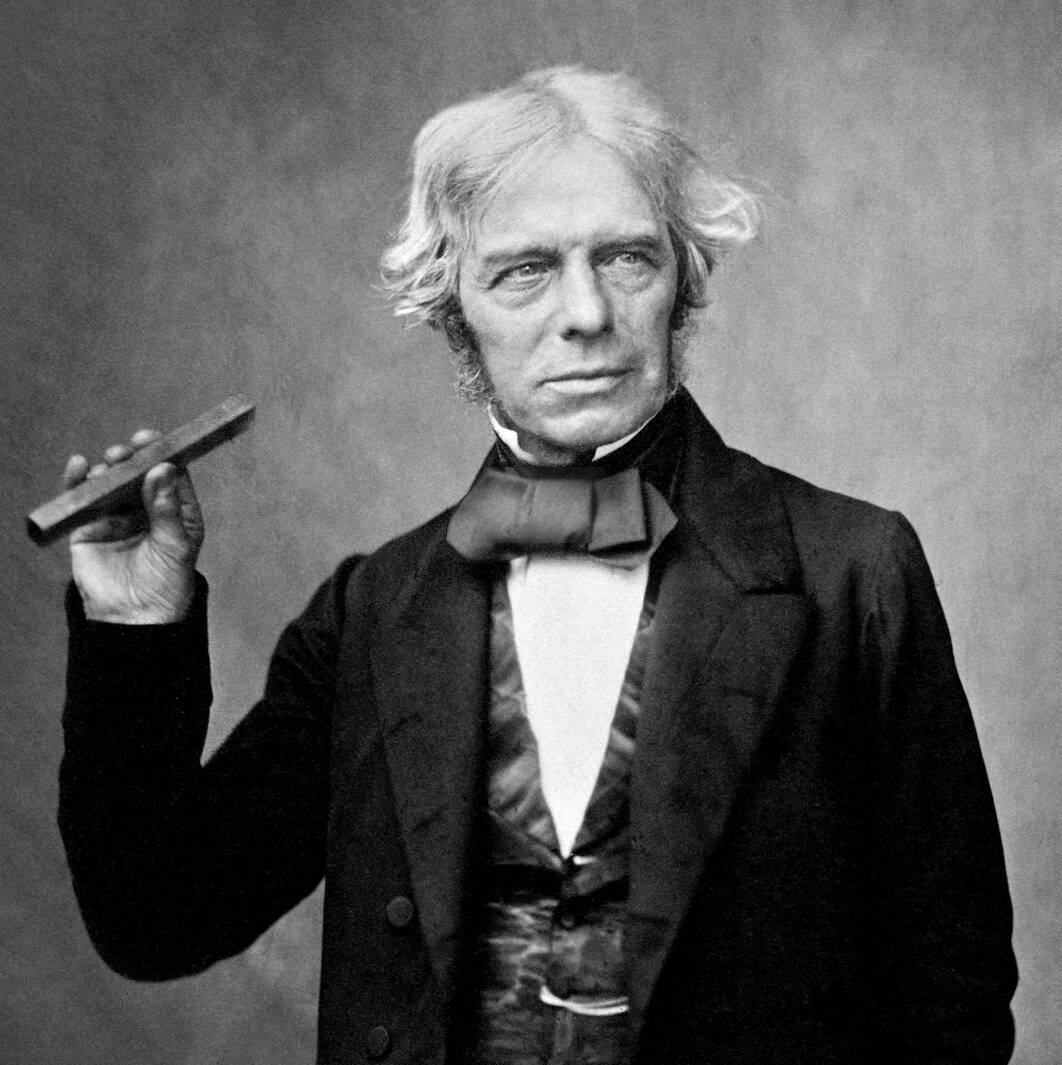
Faraday con in mano un tipo di barra di vetro che usò nel 1845 per mostrare che il magnetismo influenza la luce nel materiale dielettrico, dettaglio di una stampa di Henry Adlard basata su una fotografia antecedente di Maull & Polyblank, circa 1857.

(Albert Einstein, da una lettera a Gertrud Warschauer, 27 dicembre 1952)

### Chimica
I primi lavori di chimica di Faraday risalgono alla sua collaborazione con Davy. Fece uno studio speciale sul cloro, scoprendo due nuovi cloruri del carbonio. Fece anche i primi esperimenti sulla diffusione dei gas, un fenomeno teorizzato per la prima volta da John Dalton, la cui importanza nel campo fisico fu pienamente portata alla luce da Thomas Graham e Joseph Loschmidt. Riuscì a liquefare vari gas; indagò sulle leghe dell'acciaio e produsse molti nuovi tipi di vetro con scopi ottici. Un campione di uno di questi vetri pesanti divenne storicamente importante come la sostanza in cui Faraday trovò la rotazione del piano di polarizzazione della luce quando il vetro è posto in un campo magnetico e anche come la sostanza che fu per prima respinta dai poli del magnete. Tentò anche, con un certo successo, di creare dei metodi generali della chimica come distinti dai loro risultati, la materia di studi speciali e di esposizione pubblica.
Inventò una forma arcaica di quello che poi divenne il becco di Bunsen, che è stato utilizzato in quasi tutti i laboratori scientifici come una fonte di calore conveniente.

Faraday lavorò estensivamente nel campo della chimica, scoprendo sostanze chimiche quali il benzene (che chiamò bicarburo di idrogeno), inventando il sistema dei numeri di ossidazione e liquefacendo gas come il cloro.

Preparò il primo clatrato idrato. Faraday scoprì anche le leggi dell'elettrolisi e rese popolari termini come anodo, catodo, elettrodo, e ione, termini in gran parte introdotti da William Whewell. Per questi successi, molti chimici moderni guardano a Faraday come a uno dei massimi scienziati sperimentali della storia. Le leggi dell'elettrolisi vennero, pochi anni dopo, riscoperte per via indipendente, e quindi confermate, da Carlo Matteucci, scienziato con cui Faraday entrò in relazione di amicizia, al punto da imparare l'italiano per corrispondere con lui.

### Elettricità
Il suo maggior impegno fu nel campo dell'elettricità. Il primo esperimento che condusse fu la costruzione di una pila di Volta con sette pezzi di mezzo penny, tenuti insieme con sette dischi di fogli in zinco e sei pezzi di carta immersa in una soluzione salina. Con questa pila decompose il solfato di magnesio (prima lettera ad Abbott, 12 luglio, 1812).

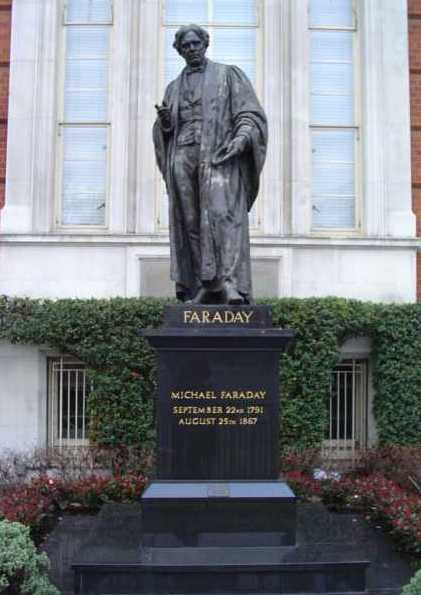
Michael Faraday - statua a Savoy Place, Londra. Scultore John Henry Foley (RA).

Nel 1821, poco dopo che il fisico e chimico danese Hans Christian Ørsted aveva scoperto il fenomeno dell'elettromagnetismo, Davy e lo scienziato britannico William Hyde Wollaston tentarono senza successo di progettare un motore elettrico. Faraday, dopo aver discusso il problema con i due, costruì due dispositivi per produrre quello che chiamava rotazione elettromagnetica: un moto circolare continuo causato dalla forza magnetica attorno a un filo: un filo che s'immerge in un bagno di mercurio con un magnete posto all'interno ruoterà attorno al magnete se alimentato con corrente da una batteria chimica. Questi esperimenti e invenzioni formeranno la base della moderna tecnologia elettromagnetica. Avventatamente, Faraday pubblicò i suoi risultati senza riconoscere il suo debito verso Wollaston e Davy, e la controversia che ne seguì provocò il ritiro di Faraday dalla ricerca elettromagnetica per alcuni anni.
A questo punto è evidente che Davy stesse tentando di rallentare l'ascesa di Faraday come scienziato. Nel 1825, per esempio, Davy mise a punto i suoi esperimenti con vetri onto-ottici, che portò avanti per sei anni senza grandi risultati. Fino alla morte di Davy, nel 1829, Faraday interruppe questi lavori infruttuosi e scelse sforzi più gratificanti. Due anni dopo, nel 1831, iniziò la sua grande serie di esperimenti in cui scoprì l'induzione elettromagnetica, benché tale scoperta fosse stata anticipata da un'opera di Francesco Zantedeschi. La sua scoperta avvenne quando avvolse due rotoli isolati di filo elettrico attorno a un grande anello di acciaio, fissato a un tavolo, e scoprì che facendo passare corrente attraverso un rotolo, una corrente momentanea era indotta nell'altro rotolo.

Il sistema anello d'acciaio-rotolo è ancora in mostra alla Royal Institution. Negli esperimenti successivi scoprì che, muovendo un magnete attraverso un cappio di filo, nel filo fluiva corrente elettrica. La corrente fluiva anche muovendo il solenoide sopra il magnete fermo.

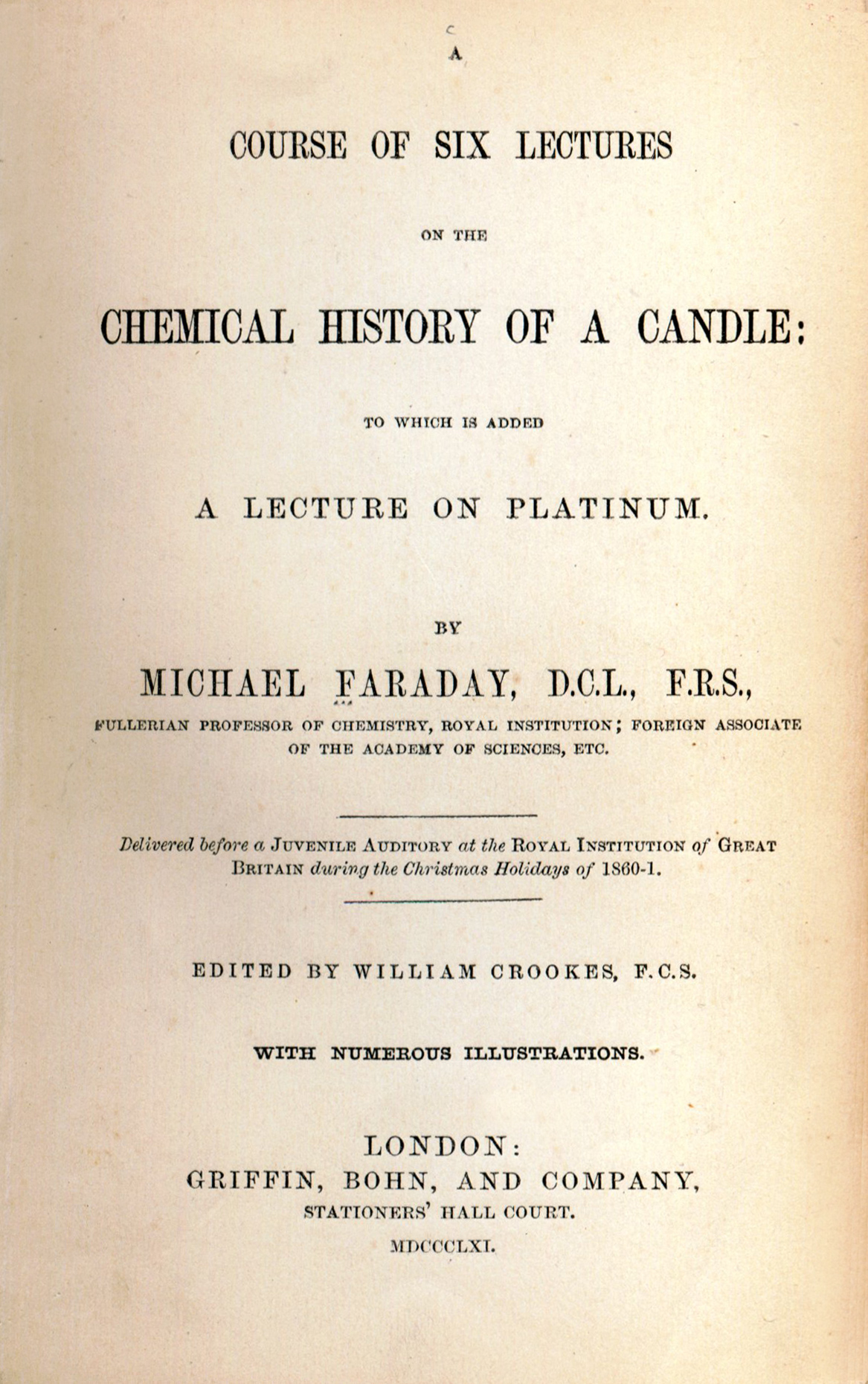
Copertina de La storia chimica di una candela (1861)

 Le sue dimostrazioni stabilirono che un campo magnetico variabile produce un campo elettrico. Questa relazione è espressa matematicamente mediante la legge di Faraday-Neumann-Lenz, che divenne successivamente una delle quattro equazioni di Maxwell. Queste si sono evolute nella generalizzazione conosciuta come teoria dei campi.
Faraday utilizzò successivamente tale principio per costruire la dinamo, l'antenato dei moderni generatori di corrente.
Nel 1839 terminò una serie di esperimenti finalizzati a investigare la natura fondamentale dell'elettricità. Faraday usò statica, batterie, ed elettricità animale per produrre fenomeni di attrazione elettrostatica, elettrolisi, magnetismo, ecc.; concluse che - contrariamente all'opinione scientifica del tempo - le divisioni tra i vari tipi di elettricità erano illusorie. Faraday invece affermò l'esistenza di un'unica elettricità e che i valori variabili di quantità e intensità (differenza di potenziale e carica) erano responsabili dei diversi gruppi di fenomeni.
Alla fine della sua carriera, Faraday intuì che le forze elettromagnetiche si propagano nel vuoto attorno al conduttore. Quest'idea fu inizialmente rifiutata dalla comunità scientifica, e Faraday non visse abbastanza per vedere le sue intuizioni confermate. Il concetto, elaborato da Faraday, delle linee di flusso che emanano dai corpi carichi e dai magneti fornì un modo di visualizzare i campi elettrici e magnetici. Questo modello fu indispensabile allo sviluppo dei dispositivi elettromeccanici che dominarono l'ingegneria e l'industria per il resto del XIX secolo.
Nel 1845 compì due importanti scoperte: il fenomeno che denominò diamagnetismo e quello che oggi è detto effetto Faraday: il piano di polarizzazione di una luce linearmente polarizzata che si propaga attraverso un mezzo materiale può essere deviato mediante l'applicazione di un campo magnetico esterno allineato alla direzione di propagazione. Scrisse nel suo taccuino, "Alla fine sono riuscito a illuminare una curva magnetica o linea di forza e a magnetizzare un raggio di luce". Grazie a questa scoperta si poté stabilire che forza magnetica e luce erano connesse.
Nella sua ricerca sull'elettricità statica, Faraday dimostrò che la carica risiedeva solamente all'esterno di un conduttore carico, e che la carica esterna non aveva influenza sull'interno del conduttore. Questo perché le cariche esterne si redistribuiscono in modo che i campi interni dovuti a esse si annullino. Questo effetto scudo è sfruttato in quella che oggi è conosciuta come gabbia di Faraday.
A dispetto della sua eccellenza come scienziato sperimentale, la sua abilità matematica non si estendeva oltre la trigonometria e l'algebra più elementare. Tuttavia, le sue scoperte sperimentali furono consolidate da James Clerk Maxwell, il quale sviluppò le equazioni che stanno alla base di tutte le moderne teorie sui fenomeni elettromagnetici. Faraday, comunque, fu abile a comunicare le sue idee in linguaggio chiaro e semplice.

## Opere
- (EN) Chemical Manipulation, Milano, Giacomo Agnelli (2.), 1829.
- (EN) Experimental researches in electricity, vol. 1, London, Quaritch, 1839.
- (EN) Experimental researches in electricity, vol. 2, London, Quaritch, 1844.
- (EN) Experimental researches in electricity, vol. 3, London, Quaritch, 1855.
- (EN) Experimental researches in chemistry and physics, London, Taylor and Francis, 1859.
- (EN) Chemical history of a candle, New York, Harper & Brothers, 1861.
- A Course of Six Lectures on the Chemical History of a Candle (edited by W. Crookes) (Griffin, Bohn & Co., 1861);
- A Course of 6 lectures on the various forces of matter and their relations to each other. edited by William Crookes(1861).
- (EN) Histoire d'une chandelle, Paris, Hetzel, 1865.
- (EN) On the various forces of nature and their relations to each other, London, Chatto & Windus, 1874.
- (EN) Letters of Faraday and Schoenbein, Basel, Benno Schwabe, 1899.
- Diary (Diario) edito da T. Martin è stato pubblicato in otto volumi (1932 - 36)
- (EN) Liquefaction of gases, Edinburgh, Alembic Club, 1935.

## Riconoscimenti

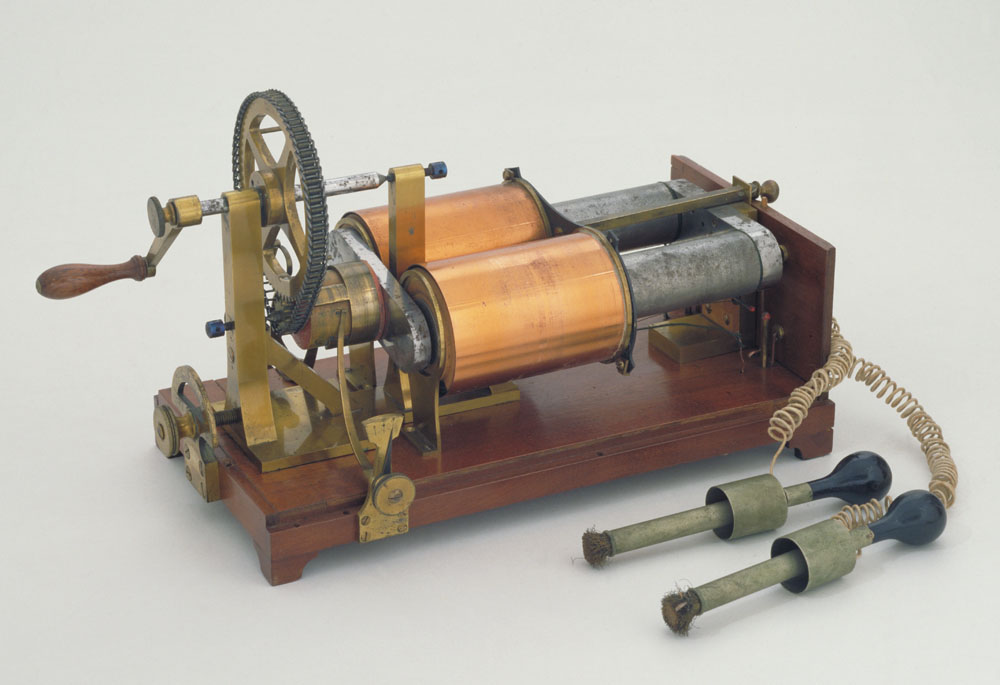
L'apparecchio magneto-faradico di Guillaume Benjamin-Amand Duchenne al Museo Galileo, Firenze

Nel 1848 gli fu assegnata dal principe consorte Alberto di Sassonia-Coburgo-Gotha una casa grace and favour a Hampton Court, Surrey. Questa era stata l'abitazione del capitano Mason e fu in seguito chiamata Faraday House; ora è il No. 37 Hampton Court Road. Nel 1858 si ritirò a vivere lì.
Durante la sua vita, Faraday rifiutò il titolo di cavaliere e rifiutò due volte di divenire Presidente della Royal Society. Rifiutò anche di partecipare alla produzione di armi chimiche per la guerra di Crimea, citando ragioni etiche.
Morì nella sua abitazione a Hampton Court il 25 agosto 1867. A Westminster Abbey vicino alla tomba di Isaac Newton si trova una placca in sua memoria. In vita, Faraday rifiutò di essere sepolto lì per cui, alla morte, venne tumulato nel Highgate Cemetery.
Una statua di Faraday campeggia a Savoy Place, Londra, fuori dall'Institution of Electrical Engineers.
Nel 1960 gli è stata dedicata una sala alla Loughborough University. Vicino all'ingresso della sala da pranzo c'è un bronzo che raffigura il simbolo di un trasformatore elettrico, mentre all'interno si può ammirare un ritratto, entrambi in suo onore. Infine, il suo ritratto è stato stampato sulla banconota da 20 sterline dal 1991 fino al 2001.

## Citazioni
- "Niente è troppo bello per essere vero."
- "Lavora. Finisci. Pubblica." — il suo famoso suggerimento al giovane William Crookes.
- "La cosa importante è sapere come prendere ogni cosa semplicemente."
- "Il conferenziere dovrebbe dare alla platea pienamente ragione che tutte le sue forze sono state impiegate per il loro piacere e la loro istruzione."
- "La scienza ci insegna a non trascurare niente, a non disdegnare gli inizi modesti, in quanto nel piccolo sono sempre presenti i principi del grande, come nel grande è contenuto il piccolo."

### Opere su Michael Faraday
- Tyndall, John, Faraday as a Discoverer, (Longmans, 1st ed. 1868, 2nd ed. 1870)
- Jones, Bence Dr., secretary of the Royal Institution, The Life and Letters of Faraday in 2 vols. (Longmans, 1870)
- Kraus, Brian, Dr., My Summer Building a Faraday Cage, (1983)
- Gladstone, J. H., Ph.D., F.R.S., Michael Faraday, (Macmillan, 1872)
- Thompson, S. P., Michael Faraday; his Life and Work, (1898). (J. C. M.)
- Hamilton, James (2002). Faraday: The Life. Harper Collins, London. ISBN 0-00-716376-2
- Hamilton, James (2004). A Life of Discovery: Michael Faraday, Giant of the Scientific Revolution. Random House, New York. ISBN 1-4000-6016-8
- Thomas, John Meurig (1991). Michael Faraday and the Royal Institution: The Genius of Man and Place Hilger, Bristol. ISBN 0-7503-0145-7
- Thompson, Silvanus (1901, reprinted 2005) “Michael Faraday, His Life and Work”. Cassell and Company, London, 1901; reprint by Kessenger Publishing, Whitefish, MT. ISBN 1-4179-7036-7
- Ames, Joseph Sweetman (Ed.), "The discovery of induced electric currents" Vol. 2. Memoirs, by Michael Faraday. New York, Cincinnati [etc.] American book company [c1900] LCCN 00005889